# ورزشگاه رنجرز در آرلینگتون

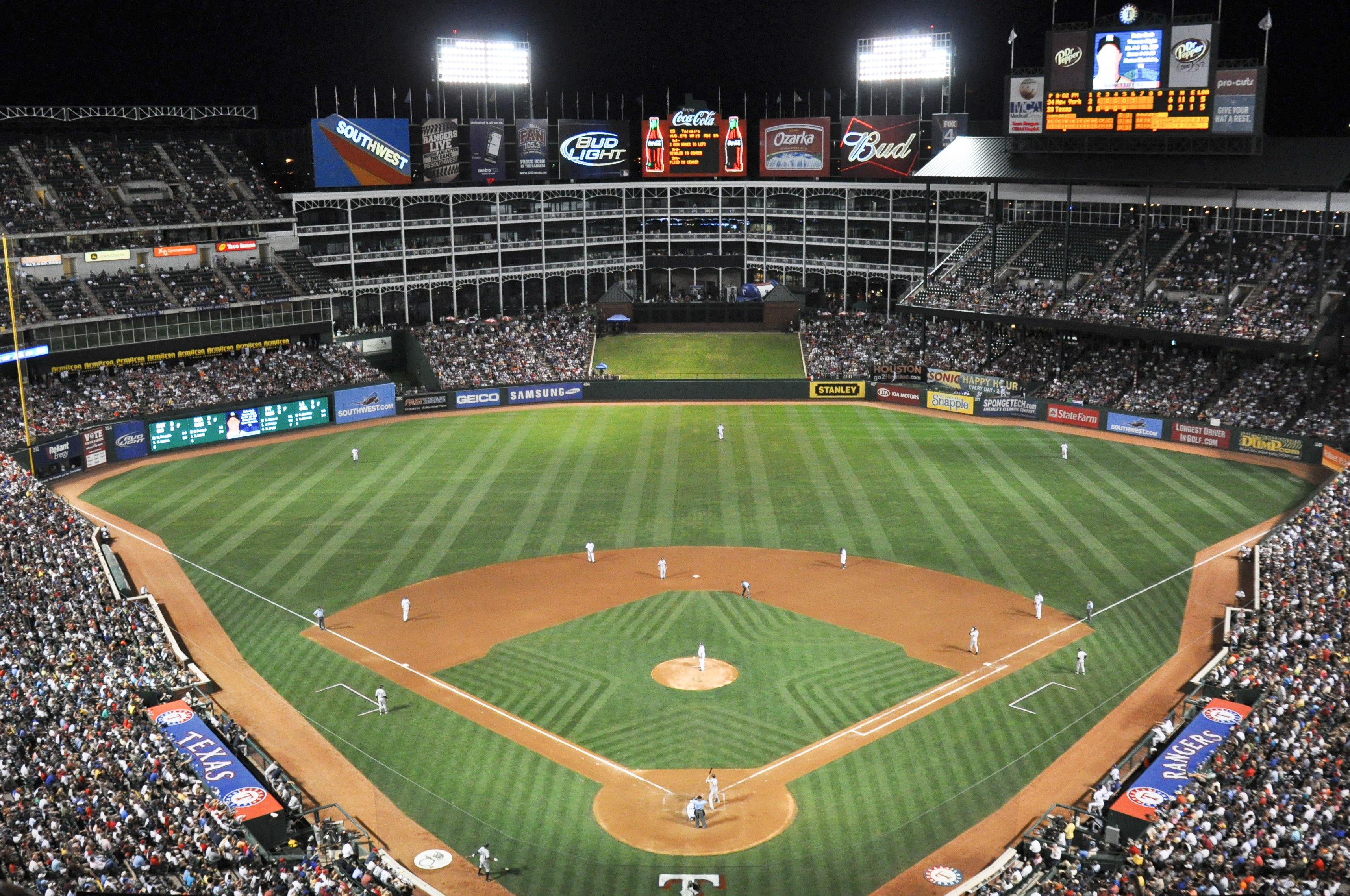

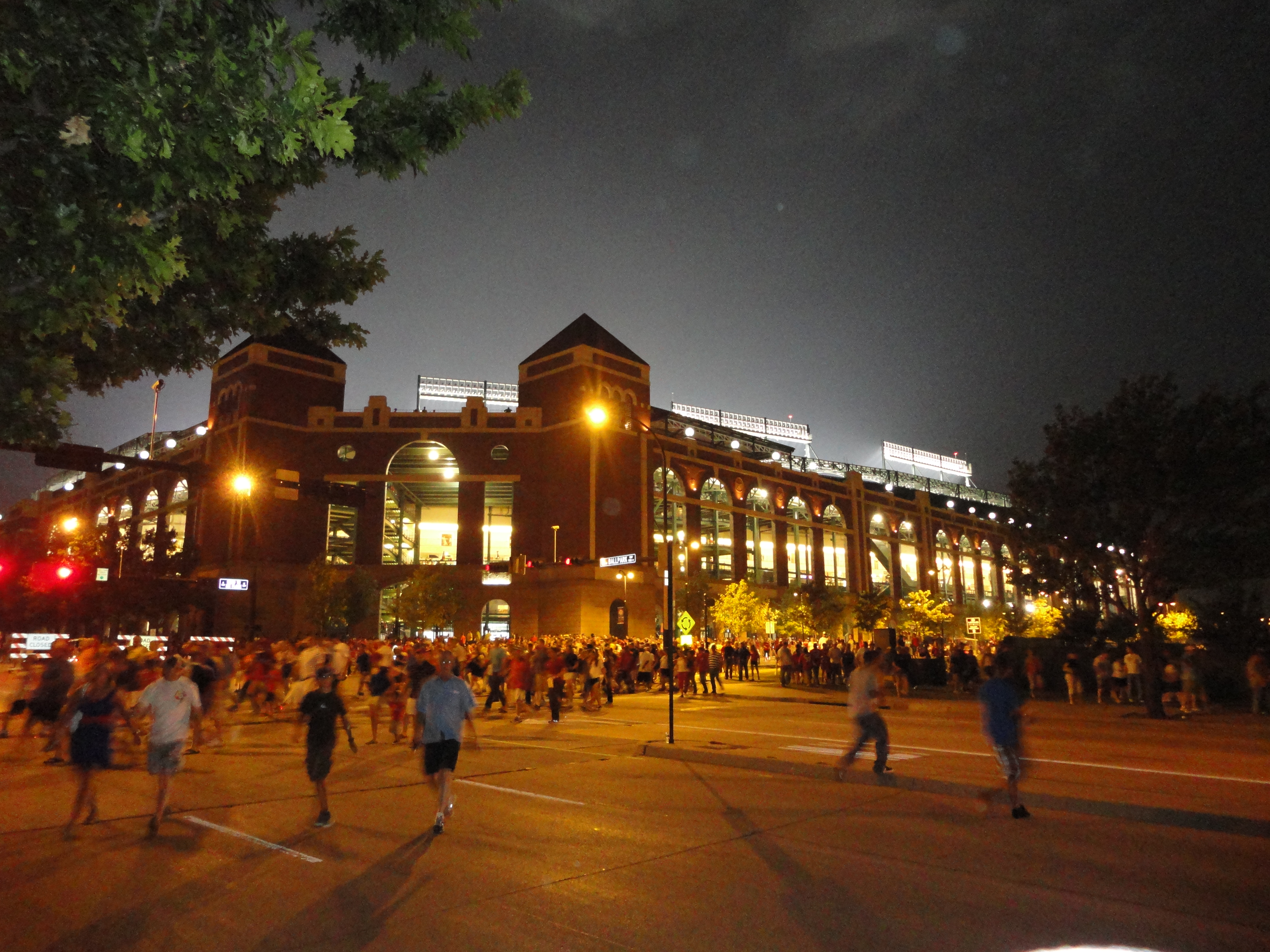

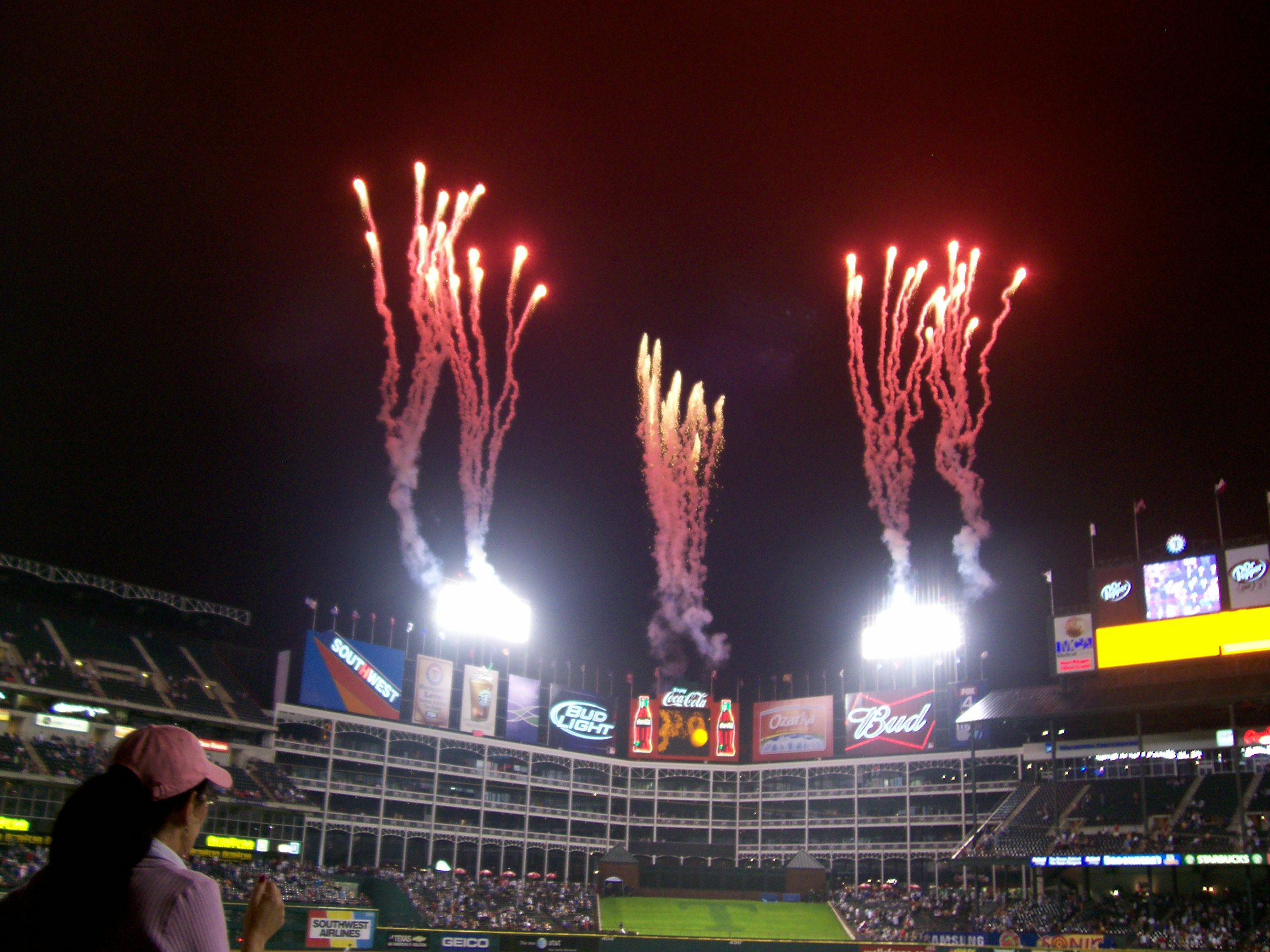

ورزشگاه رنجرز در آرلینگتون (Globe Life Park in Arlington) نام یک ورزشگاه بزرگ در شهر آرلینگتون در تگزاس است. این ورزشگاه خانه تیم ورزشی تگزاس رنجرز است.
این ورزشگاه در سال ۱۹۹۴ ساخته شد و نزدیک به ۵۰،۰۰۰ نفر ظرفیت دارد.